# لیگ برتر هندبال ایران ۱۳۹۳–۱۳۹۴
لیگ برتر هندبال ایران ۱۳۹۳–۱۳۹۴ بیست و هفتمین دورهٔ مسابقات لیگ برتر هندبال ایران بود که با شرکت ۱۳ تیم از ۲۴ مهر ۱۳۹۳ آغاز شد و پس از انصراف دو تیم، در ۱۲ خرداد ۱۳۹۴ به پایان رسید. در پایان، ثامن الحجج سبزوار به مقام قهرمانی دست یافت و تیم‌های منیزیم فردوس و ثامن الحجج مشهد در مکان‌های دوم و سوم قرار گرفتند.

## لیگ
مسابقات در روز ۲۴ مهر ۱۳۹۳ با شرکت ۱۳ تیم آغاز شد. در میانهٔ مسابقات، دو تیم همیاری ارومیه و صبای قم از ادامهٔ لیگ انصراف دادند و ۱۱ تیم، لیگ را به پایان رساندند.
در پایان لیگ، پس از برگزاری ۲۴ هفته، ثامن الحجج سبزوار به قهرمانی دست یافت. ثامن الحجج از سه هفته پیش از پایان لیگ، قهرمانی خود را قطعی کرده‌بود.
| رتبه | تیم               | امتیاز |
| ---- | ----------------- | ------ |
| ۱    | ثامن الحجج سبزوار | ۳۹     |
| ۲    | منیزیم فردوس      | ۳۰     |
| ۳    | ثامن الحجج مشهد   | ۲۸     |
| ۴    | سپاهان اصفهان     | ۲۰     |
| ۵    | نفت و گاز گچساران | ۱۹     |
| ۶    | شهرداری تبریز     | ۱۸     |
| ۷    | هپکو اراک         | ۱۷     |
| ۸    | مس کرمان          | ۱۷     |
| ۹    | سنگ آهن گوهر زمین | ۱۴     |
| ۱۰   | سنگ آهن بافق      | ۱۳     |
| ۱۱   | نیروی زمینی       | ۵      |